# Bloom*Iz
Bloom*Iz (читается и стилизизуется как bloom eyes) — первый и единственный студийный альбом южнокорейско–японской проектной гёрл-группы IZ*ONE.
Альбом был выпущен 17 февраля 2020 года лейблом Off The Record Entertainment и был распространён компаниями Stone Music Entertainment и Genie Music. Альбом состоит из двенадцати треков, в том числе заглавной песни «Fiesta».
Первоначально релиз альбома был запланирован на 11 ноября 2019 года, но он был отложен после расследования манипуляций с голосованием Mnet на всех шоу Produce 101, это был первый полноформатный альбом группы с момента их дебюта в октябре 2018 года и их первый корейский релиз с момента релиза Heart*Iz в прошлом году.
Альбом доступен в трёх версиях: «I*Am», «I*Was», «I*Will».

## Релиз
29 октября 2019 года вышел концептуальный трейлер под названием «When Iz Your Blooming Moment?» был загружен на YouTube-канале группы.  Официальный сайт группы также был переименован. Трек-лист был опубликован в социальных сетях группы 3 ноября. Однако после расследования Mnet о манипуляциях с голосованием, в ходе которого продюсер Produce 48 Ан Чжун Ён признался, что манипулировал рейтингами Produce 48 во время своего ареста 5 ноября, Off the Record объявил, что выпуск альбома был отложен.
23 января 2020 года было опубликовано официальное заявление Mnet, в котором говорилось, что промоушен для Iz*One, включая выпуск Bloom*Iz, возобновятся в середине февраля. 2 февраля официальный аккаунт Iz*One в Твиттере объявил о выпуске альбома 17 февраля. Три дня спустя аккаунт Mnet M2MPD в Твиттере сообщил, что шоу с возвращением группы будет транслироваться одновременно на YouTube и Facebook Mnet, M2 и Stone Music. В течение 6-7 февраля были опубликованы неизданные фотографии участниц в рамках их раннего промо для предстоящего возвращения.

## Промоушен
Начиная с 17 февраля IZ*ONE выступали с 
«Fiesta» на музыкальных шоу M Countdown, Music Bank, Music Core, Inkigayo, The Show и Show Champion.

## Коммерческий успех
Альбом возглавил первую неделю предзаказа на различных корейских и японских сайтах, включая Aladin, Yes24 и Tower Records. Кроме того, альбом имел самое большое количество предварительных заказов в 2019 году с 150 000 копиями всего за шесть дней до его выхода. Из за скандала связынных с манипулициями голосов на всех шоу Produce 101 выпуск был отложен, а заказы были отменены и возвращены.
17 февраля 2020 года в свой первый день продаж, Iz*One установили рекорд по количеству проданных копий в первый день продав около 184 000 копий. Альбом также побил рекорд продаж гёрл-групп в первую неделю на Hanteo: за первые 7 дней было продано 356 313 копий.

## Список композиций
| №                   | Название | Текст песни                                                 | Музыка                                                                    | Аранжировка                                       | Длительность |
| ------------------- | --- | ----------------------------------------------------------- | ------------------------------------------------------------------------- | ------------------------------------------------- | ------------ |
| 1.                  | «Eyes» |                                                             |                                                                           | Дэвид Эмбер                                       | 3:37         |
| 2.                  | «Fiesta» |                                                             |                                                                           | Чхве Хён Чжун, Ким Сын Су                         | 3:37         |
| 3.                  | «Dreamlike» (Квон Ын Би, Сакура Мияваки, Кан Хе Вон, Чхве Йе На, Хитоми Хонда, Чан Вон Ён)                                                             | Чан Вон Ён, Юн Сан Чжо, Кан Ён Ук                           | Юн Сан Чжо, Кан Ён Ук                                                     | Юн Сан Чжо, Кан Ён Ук                             | 3:46         |
| 4.                  | «Ayayaya» (Квон Ын Би, Сакура Мияваки, Кан Хе Вон, Ли Чэ Ён, Ким Чэ Вон, Ким МинДжу, Нако Ябуки, Чо Ю Ри, Ан Ю Чжин)                                   | Inner Child (MonoTree)                                      | Юн Чжон Сун (MonoTree), Анна Тимгрен, Шин Мин Ген                         | Юн Чжон Сун (MonoTree), Shin Min-kyung            | 3:22         |
| 5.                  | «So Curious» (Чхве Йе На, Ли Чэ Ён, Ким Чэ Вон, Ким Мин Джу, Нако Ябуки, Хитоми Хонда, Чо Ю Ри, Ан Ю Чжин, Чан Вон Ён)                                 | Tenzo, Kebee                                                | Tenzo, MUNA, Loogone, Шон Ким                                             | MUNA, Loogone                                     | 3:22         |
| 6.                  | «Spaceship» | Квон Ын Би, Elum (Prismfilter), Anchor (Prismfilter)        | Квон Ын Би, Nmore (Prismfilter), Elum (Prismfilter), Anchor (Prismfilter) | Nmore (Prismfilter)                               | 2:51         |
| 7.                  | «Destiny» (кор. 우연이 아니야; Uyeon-i aniya; lit. Not a Coincidence)                                                                                  | Iggy, Yongbae, Ли Сэ Ран, Со Джей                           | Iggy, Yongbae                                                             | Iggy, Yongbae                                     | 3:21         |
| 8.                  | «You & I» | Ким Хён А, Ким Мин Джу                                      | Пак Тхэ Чжин                                                              | Пак Тхэ Чжин                                      | 3:24         |
| 9.                  | «Daydream» (Квон Ын Би, Ли Чэ Ён, Ким Мин Джу, Ан Ю Чжин)                                                                                              | danke (Lalala Studio), Мин Ён Джэ                           | AiRPLAY, Nash Overstreet, Sidnie Tipton                                   | AiRPLAY                                           | 3:23         |
| 10.                 | «Pink Blusher» (Сакура Мияваки, Кан Хе Вон, Нако Ябуки, Хитоми Хонда, Чан Вон Ён)                                                                      | Boombastic, Со Джей                                         | Boombastic                                                                | Boombastic                                        | 3:14         |
| 11.                 | «Someday» (кор. 언젠가 우리의 밤도 지나가겠죠; Eonjenga uriui bamdo jinagagetjyo; lit. Someday Our Night Will Pass (Чхве Йе Наы, Ким Чэ Вон, Чо Ю Ри)) | Чо Ю Ри                                                     | Чо Ю Ри, Nmore (Prismfilter), Building Owner (Prismfilter)                | Nmore (Prismfilter), Building Owner (Prismfilter) | 3:17         |
| 12.                 | «Open Your Eyes» | Black Edition, EastWest, Bull$EyE, yuka (Full8loom), So Jay | Black Edition, EastWest, Bull$EyE, yuka (Full8loom)                       | EastWest, Bull$EyE, yuka (Full8loom)              | 3:17         |
| Общая длительность: | Общая длительность: | Общая длительность:                                         | Общая длительность:                                                       | Общая длительность:                               | 40:44        |

## Чарты
| Чарты (2020)                 | Высшая позиция |
| ---------------------------- | -------------- |
| Япония (Billboard Japan)     | 6              |
| Япония (Oricon)              | 3              |
| Республика Корея (Gaon)      | 2              |
| США (Billboard World Albums) | 15             |

## Сертификация и продажи
| Регион                                                       | Сертификация | Продажи  |
| ------------------------------------------------------------ | ------------ | -------- |
| Республика Корея (KMCA)                                      | Платиновый   | 250 000^ |
| * Данные о продажах приведены только на основе сертификации. |              |          |